# Buon Natale, Charlie Brown!
Buon Natale, Charlie Brown! (A Charlie Brown Christmas) è uno speciale televisivo d'animazione natalizio del 1965 prodotto e diretto da Bill Melendez. È il primo speciale animato basato sulla striscia a fumetti Peanuts di Charles M. Schulz, anche sceneggiatore del cartone animato, e fu trasmesso negli Stati Uniti sulla rete televisiva CBS il 9 dicembre 1965. È stato distribuito anche con i titoli Il Natale di Charlie Brown, Un Natale di Charlie Brown e Un Natale da Charlie Brown.
Commissionato e sponsorizzato da The Coca-Cola Company, il cortometraggio fu prodotto con un budget ridotto in pochi mesi, prendendo alcune scelte non convenzionali: fu scritturato un cast vocale di bambini, e la colonna sonora fu composta in stile jazz dal pianista Vince Guaraldi. Tutto ciò, oltre all'assenza di risate registrate (un punto fermo nell'animazione televisiva statunitense di quel periodo), portò sia i produttori che la rete a prevedere che il progetto sarebbe stato un disastro. Tuttavia esso ebbe alti ascolti e fu ben accolto dalla critica, ricevette un premio Emmy e un Peabody Award e fu replicato durante il periodo natalizio per 56 anni prima di diventare disponibile esclusivamente sul servizio di streaming Apple TV+. Il suo successo aprì la strada a una serie di speciali televisivi e film dei Peanuts. Anche la sua colonna sonora ottenne successo commerciale, vendendo cinque milioni di copie negli Stati Uniti.

## Trama
Charlie Brown soffre di depressione natalizia, perciò va al chiosco psichiatrico di Lucy per chiedere consiglio su come annullare la sua depressione in cambio di 5 centesimi. Dopo aver focalizzato le paure di Charlie Brown, la sedicente psichiatra capisce che il bambino ha bisogno di uno scopo e così lo nomina regista della recita di Natale della banda.
Charlie Brown si presenta sul palcoscenico, ma quando Lucy dice a Violet che Charlie Brown sarà il regista, questa non è fiduciosa. Quindi, Charlie Brown spiega come procedere e tutti si mettono d'accordo sulle parti; il risultato finale è discreto, ma Charlie Brown si accorge che la scena necessita di un'atmosfera più natalizia: decide quindi di comprare un albero di Natale per la scenografia e Lucy gli suggerisce di prenderne uno di alluminio. Purtroppo quello che sceglie perde le foglie e non va bene, così tutti lo deridono.
A quel punto Charlie Brown si chiede quale sia il vero significato del Natale, e Linus gli spiega che il Natale è la gioia di festeggiare la nascita di Gesù, e di stare assieme. Charlie Brown esce dall'auditorium con l'albero per addobbarlo, ma quando appende una pallina troppo grossa su uno dei suoi rami, il sottile alberello si affloscia. Pensando di aver ucciso l'albero il bambino se ne va sconsolato. Nel frattempo gli altri si rendono conto di essere stati troppo duri con Charlie Brown ed escono a cercarlo. Dopo aver trovato l'albero, Linus lo raddrizza con la sua coperta e gli altri lo addobbano. Dopodiché i bambini iniziano a intonare Hark! The Herald Angels Sing.
Quando ritorna dopo aver sentito gli altri bambini cantare, Charlie Brown si accorge che una volta addobbato l'albero è splendido, e si unisce al canto dei suoi amici.

## Personaggi e doppiatori
| Personaggio    | Doppiatore originale | Doppiatore italiano (1982) | Doppiatore italiano (anni '90) | Doppiatore italiano (2020) |
| -------------- | -------------------- | -------------------------- | ------------------------------ | -------------------------- |
| Charlie Brown  | Peter Robbins        | Daniela Fava               | Martino Consoli                | Arturo Sorino              |
| Linus van Pelt | Christopher Shea     | Lisa Mazzotti              | Renata Bertolas                | Leonardo Cococcia          |
| Lucy van Pelt  | Tracy Stratford      | Graziella Porta            | Renata Bertolas                | Sara Labidi                |
| Schroeder      | Chris Doran          | Milena Albieri             | Guido Bettali                  | Vittorio Thermes           |
| Shermy         | Chris Doran          | Milena Albieri             | Giuseppe Calvetti              | Alessio Aimone             |
| Sally Brown    | Kathy Steinberg      | Laura Merli                | Angiolina Gobbi                | Matilde Ferraro            |
| Pig-Pen        | Geoffrey Ornstein    | Milena Albieri             | Angiolina Gobbi                | Diego Lorenzo Croce        |
| Violet         | Sally Dryer          | Milena Albieri             | Lella Carcereri                | Carolina Gusev             |
| Frieda         | Anne Altieri         | Laura Merli                |                                | Alice Pantile              |
| Patty          | Karen Mendelson      | Laura Merli                |                                | Francesca Mancin           |
| Snoopy         | Bill Melendez        | Bill Melendez              | Bill Melendez                  | Bill Melendez              |

## Produzione

### Sviluppo
All'inizio degli anni sessanta la striscia a fumetti Peanuts di Charles M. Schulz aveva ottenuto un'enorme popolarità. Il produttore televisivo Lee Mendelson riconobbe l'impatto culturale della striscia ed ebbe un'idea per un documentario sul suo successo, telefonando a Schulz per proporgli l'idea. Schulz, un appassionato di baseball, riconobbe Mendelson dal suo documentario sul giocatore di baseball Willie Mays, A Man Named Mays, e lo invitò a casa sua a Sebastopol (California) per discutere del progetto. Il loro incontro fu cordiale, con l'intenzione di produrre un documentario di mezz'ora. Mendelson voleva presentare circa "uno o due" minuti di animazione e Schulz suggerì l'animatore Bill Melendez, con cui aveva collaborato alcuni anni prima per uno spot per la Ford. Mendelson dichiarò in seguito di essere stato attratto dall'idea di realizzare un Charlie Brown animato dopo aver lavorato a A Man Named Mays, sottolineando che Mays era probabilmente il miglior giocatore di baseball di tutti i tempi, mentre Charlie Brown, in una gag ricorrente nelle strisce, era uno dei peggiori, il che lo rendeva un naturale soggetto di proseguimento del suo lavoro precedente.
Nonostante la popolarità della striscia e il plauso degli inserzionisti, le reti non erano interessate allo speciale. Nell'aprile del 1965 Time presentò la gang dei Peanuts sulla copertina della sua rivista, spingendo John Allen della McCann Erickson Agency di New York a chiamare. Mendelson immaginò che avrebbe venduto il suo documentario e accettò ciecamente la proposta di Allen: uno speciale natalizio animato di mezz'ora sui Peanuts. The Coca-Cola Company stava cercando uno speciale da sponsorizzare durante le festività. "La cattiva notizia è che oggi è mercoledì e avranno bisogno di una scaletta ad Atlanta entro lunedì", disse Allen a Mendelson. Contattò rapidamente Schulz e i due si misero al lavoro sui piani per uno speciale natalizio sui Peanuts. Il duo preparò una scaletta per i dirigenti della Coca-Cola in meno di un giorno e Mendelson avrebbe poi ricordato che la maggior parte delle idee proveniva da Schulz, le cui "idee fluivano senza sosta". Secondo Mendelson, la loro proposta alla Coca-Cola consisteva in "scene invernali, una recita scolastica, una scena da leggere dalla Bibbia e una colonna sonora che combinasse jazz e musica tradizionale". Lo schema non cambiò nel corso della produzione.
Poiché Allen era in Europa, il duo non ricevette alcun feedback sulla loro proposta per diversi giorni. Quando Allen li contattò, li informò che la Coca-Cola voleva acquistare lo speciale, ma lo voleva anche per una trasmissione all'inizio di dicembre, dando al duo solo sei mesi per mettere insieme una squadra per produrre lo speciale. Mendelson gli assicurò, senza avere completa fiducia nelle sue dichiarazioni, che non ci sarebbe stato alcun problema. In seguito, Buon Natale, Charlie Brown! entrò in produzione e fu completato a soli dieci giorni dalla sua prima trasmissione nazionale.

### Scrittura

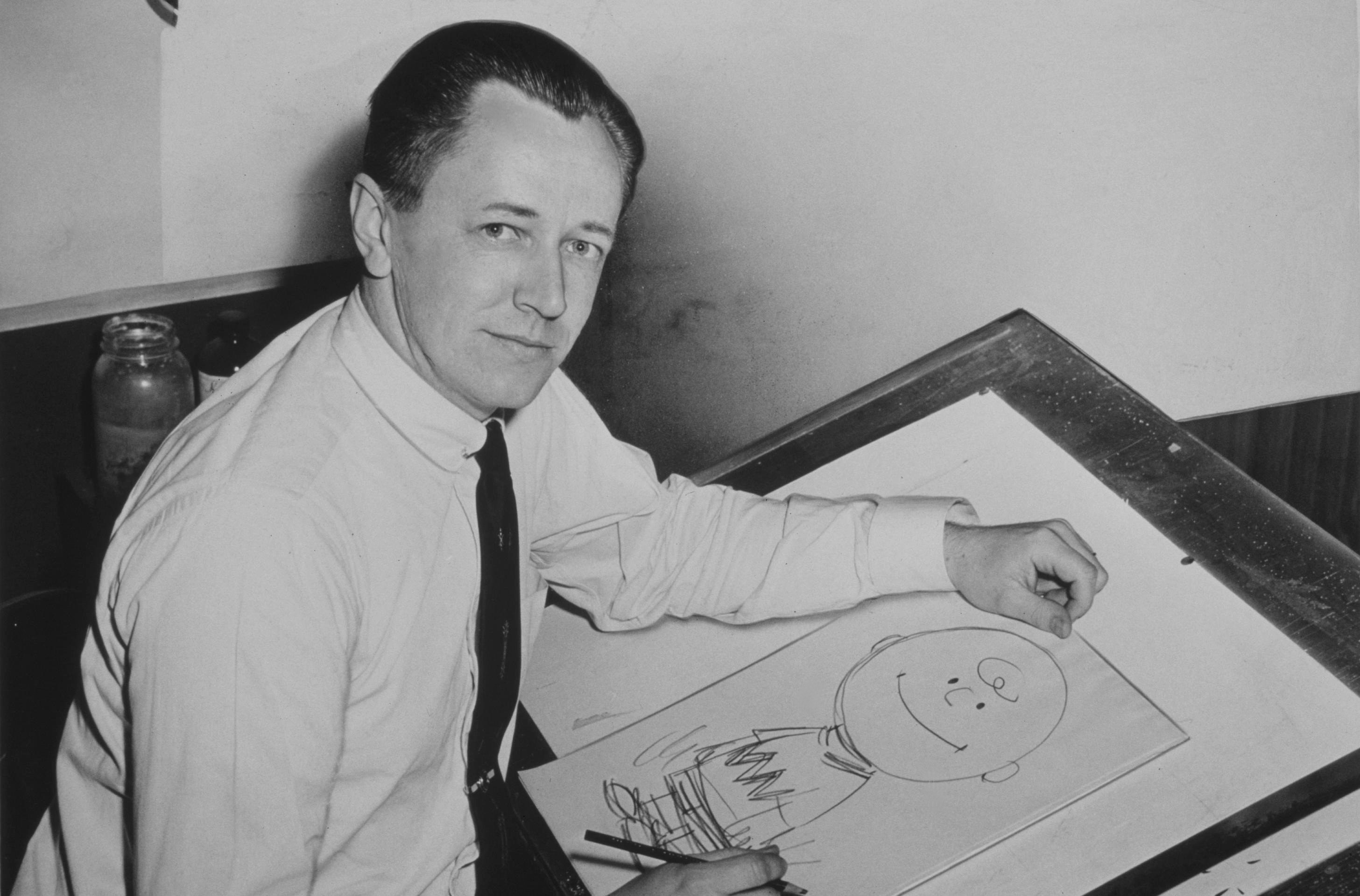
Charles M. Schulz nel 1956; il suo obiettivo per lo speciale era quello di concentrarsi sul vero significato del Natale

L'obiettivo principale di Schulz per uno speciale natalizio basato sui Peanuts era di concentrarsi sul vero significato del Natale. Desiderava giustapporre questo tema con riprese intervallate di neve e pattinaggio sul ghiaccio, forse ispirato dalla sua infanzia trascorsa a Saint Paul. Creò anche l'idea della recita scolastica e quella di mescolare il jazz con i tradizionali canti natalizi. Schulz era irremovibile sulla lettura della Bibbia da parte di Linus, nonostante le preoccupazioni di Mendelson e Melendez sul fatto che la religione fosse un argomento controverso, soprattutto in televisione. Melendez ricordò che Schulz si girò verso di lui e osservò: "Se non lo facciamo noi, chi lo farà?". La stima di Schulz si rivelò accurata, poiché negli anni '60 meno del nove percento degli episodi natalizi televisivi conteneva un riferimento sostanziale alla religione, secondo il ricercatore universitario Stephen J. Lind.
La fede di Schulz nella Bibbia derivava dal suo background nel Midwest e dagli studi religiosi e storici; in quanto tale, gli aspetti della religione sarebbero stati un argomento di studio per tutta la sua vita. Secondo una "biografia spirituale" del 2015, la religione di Schulz era personale e complessa e sarebbe stata integrata in numerosi suoi programmi.
La sceneggiatura del programma fu descritta come "essenziale" e venne completata in poche settimane. Nei giorni successivi alla vendita dello speciale alla Coca-Cola, Mendelson e l'animatore Bill Melendez incontrarono Schulz a casa sua per ampliare le idee promesse nella presentazione. Mendelson ricordò che il giorno di Natale precedente lui e la moglie avevano letto "L'abete" di Hans Christian Andersen ai loro figli. Schulz replicò con l'idea di un albero con lo spirito del protagonista Charlie Brown. Parlarono a lungo della creazione di un tema ufficiale che non fosse né jazz né tradizionale per aprire il programma. Schulz voleva che una parte dello speciale presentasse il personaggio di Schroeder che suonava Beethoven, e Mendelson combinò questo con l'inclusione del numero "Linus and Lucy" di Vince Guaraldi. Schulz scrisse la sceneggiatura per Buon Natale, Charlie Brown!, mentre Melendez tracciava l'animazione tramite uno storyboard. Il suo storyboard conteneva sei riquadri per ogni inquadratura, che si estendevano su un totale di circa ottanta pagine.
Mendelson suggerì anche di usare delle risate registrate, un elemento fondamentale dell'animazione televisiva, ma Schulz respinse immediatamente questa idea. "Fino ad allora, molti, se non tutti, gli spettacoli animati avevano le risate registrate", disse Mendelson. "Mentre stavamo discutendo su come avremmo gestito il nostro speciale, ho detto molto casualmente, 'Immagino che avremo una risata registrata'. Era un'affermazione, non una domanda. Sparky semplicemente si alzò e se ne andò in silenzio dalla stanza. Ci guardammo, poi Bill disse, 'Beh, immagino che non avremo una risata registrata'. Sparky tornò nella stanza e continuammo la riunione come se l'argomento non fosse mai venuto fuori". Schulz riteneva fermamente che il pubblico a casa non dovesse essere istruito su quando ridere.

### Casting
Nel casting dei personaggi dei fumetti dei Peanuts, il trio attinse dalle loro personalità. Fu deciso che la voce del protagonista Charlie Brown dovesse essere triste e anonima ("blah", come osservò Mendelson), mentre Lucy avrebbe dovuto essere audace e schietta. La voce di Linus, venne deciso, avrebbe combinato raffinatezza con innocenza infantile. Mendelson riconobbe che il personaggio di Snoopy era quello più popolare della striscia e sembrava cogliere "le migliori battute", ma si rese conto che non potevano dare una voce al cane a cartoni animati. "Nel processo ottenemmo un vero e proprio 'Harpo Marx canino'", scrisse in seguito Mendelson. Melendez suggerì che avrebbe potuto fornire lui stesso un linguaggio incomprensibile per i borbottii di Snoopy, e semplicemente di accelerare il nastro per evitare che gli spettatori lo sapessero. Non ci sono personaggi adulti nella striscia o in questo speciale. Gli speciali successivi avrebbero introdotto un insegnante fuori campo; le sue battute vengono sostituite dal suono di un trombone con sordina (suggerito da Guaraldi), poiché il team dietro gli speciali lo trovò divertente.
Con questo in mente, il trio si mise a scegliere i personaggi, il che si rivelò un processo scoraggiante. Il casting per Charlie Brown si rivelò il più difficile, poiché richiedeva sia buone capacità di recitazione sia la capacità di apparire indifferenti. I produttori scelsero Peter Robbins, di otto anni, già noto per i suoi ruoli in televisione, film e pubblicità. Robbins considerava Charlie Brown uno dei suoi personaggi preferiti e, nonostante avesse abbandonato la recitazione da adulto, considerava il periodo trascorso nel ruolo un momento clou della sua vita. La sua madrina, l'agente di Hollywood Hazel McMillen, scoprì Christopher Shea, che sarebbe diventato Linus nello speciale. Il suo leggero sigmatismo, secondo Mendelson, gli conferiva una "dolcezza giovanile", mentre la sua lettura emotiva della sceneggiatura "gli conferiva anche potere e autorità". Tracy Stratford interpretò il ruolo di Lucy, e i creatori rimasero colpiti dal suo atteggiamento e dalla sua professionalità. Kathy Steinberg era la più giovane degli interpreti, aveva solo sei anni al momento della registrazione. Poiché non sapeva ancora leggere, i produttori dovettero darle una battuta alla volta da recitare. Robbins ricorda che Melendez lo fece anche per lui, scherzando sul fatto che aveva copiato per errore anche il suo accento latino. Mendelson desiderava che nello speciale si esibissero dei non attori (non "ragazzi di Hollywood"), e diede ai suoi dipendenti dei registratori per far fare un provino ai loro figli.
Gran parte del cast di sfondo proveniva dal quartiere in cui abitava Mendelson nella California settentrionale. Secondo Robbins i bambini consideravano i dialoghi sofisticati della sceneggiatura come "taglienti", trovando diverse parole e frasi, tra cui "eastern syndicate", difficili da pronunciare. Ricordò le sessioni di registrazione come caotiche, con bambini eccitati che correvano sfrenati. Tuttavia, la registrazione di Buon Natale, Charlie Brown! fu completata in un giorno. I Jefferson Airplane stavano registrando nella stanza accanto e arrivarono per ottenere gli autografi dei bambini. Dopo la trasmissione dello speciale i bambini divennero molto popolari nelle rispettive scuole elementari; Robbins ricordò dei gruppi che si avvicinavano a lui chiedendogli di recitare delle battute.

### Animazione
L'animazione per Buon Natale, Charlie Brown! fu creata dalla Bill Melendez Productions. Mendelson non aveva idea se sarebbe stato possibile completare mezz'ora di animazione, dato il programma di sei mesi della produzione, ma Melendez ne confermò la fattibilità. In realtà, l'animazione fu completata solo negli ultimi quattro mesi di produzione. Inizialmente la CBS voleva un'ora di animazione, ma Melendez li convinse a uno speciale di mezz'ora, ritenendo che un'ora di animazione televisiva fosse troppo. Non avendo mai lavorato prima a uno speciale di mezz'ora, Melendez telefonò a William Hanna della Hanna-Barbera per chiedere consigli, ma Hanna si rifiutò di dargliene. La CBS assegnò un budget di 76 000 dollari per produrre il programma, ed esso venne superato di 20 000 dollari. Il primo passo per creare l'animazione era fare un disegno a matita, quindi inchiostrarlo e dipingere il disegno su un rodovetro. Il rodovetro veniva quindi posizionato su uno sfondo dipinto. Lo speciale contiene 13 000 disegni, con 12 fotogrammi al secondo per creare l'illusione del movimento.
Melendez aveva lavorato in precedenza per Warner Bros. e Disney, e lavorare su materiale correlato ai Peanuts gli diede la possibilità di animare un design veramente piatto. Il movimento dei personaggi di Schulz, in particolare la gang dei Peanuts, era limitato. Il personaggio di Snoopy, tuttavia, si dimostrò l'eccezione alla regola. "Può fare qualsiasi cosa, muoversi e ballare, ed è molto facile da animare", disse Melendez. Schulz aveva immaginato lo speciale come essenzialmente delle teste parlanti che recitavano la sceneggiatura; l'animatore Bill Littlejohn ricordò di aver incontrato la resistenza di Schulz quando lui e Melendez progettarono la sequenza di Snoopy che balla sul pianoforte di Schroeder, poiché Schulz era preoccupato che distraesse troppo dalla trama.

## Colonna sonora
La colonna sonora di Buon Natale, Charlie Brown! è un mix non ortodosso di musica natalizia tradizionale e jazz. Le parti jazz sono state create dal Vince Guaraldi Trio. Il produttore Lee Mendelson, un fan del jazz, aveva sentito la hit crossover di Guaraldi "Cast Your Fate to the Wind" alla radio non molto tempo dopo il completamento del suo documentario A Boy Named Charlie Brown, e contattò il musicista per produrre la musica per lo speciale. Guaraldi compose la musica per il progetto, creando un intero pezzo, "Linus and Lucy", che fungesse da tema principale. Quando la Coca-Cola commissionò Buon Natale, Charlie Brown! nella primavera del 1965, Guaraldi tornò per scrivere la musica. I primi pezzi strumentali per lo speciale furono registrati da Guaraldi al Whitney Studio di Glendale (California) con il bassista Monty Budwig e il batterista Colin Bailey. Riciclando "Linus and Lucy" dallo speciale precedente, Guaraldi completò due nuovi brani originali per lo speciale, "Skating" e "Christmas Time Is Here". Nelle settimane precedenti la trasmissione, Mendelson ebbe difficoltà a trovare un paroliere per l'introduzione strumentale di Guaraldi e scrisse "Christmas Time Is Here" in "circa 15 minuti" sul retro di una busta.
Lo speciale si apre e si chiude con un coro di bambini, selezionati dalla St. Paul's Episcopal Church a San Rafael (California), che eseguono "Christmas Time Is Here" e "Hark! The Herald Angels Sing". Una delle cantanti, Candace Hackett Shively, divenne poi un'insegnante di scuola elementare e inviò una lettera di gratitudine a Schulz dopo che questi annunciò il suo ritiro nel 2000. Nella lettera ricordava di aver registrato il coro ai Fantasy Studios e di essere uscita per un gelato dopo, dicendo anche che raccontava la storia ai suoi alunni in ogni periodo natalizio. Le sessioni di registrazione si tennero nel tardo autunno del 1965 e furono divise in tre sessioni separate nell'arco di due settimane. Spesso si protraevano fino a tarda notte, con conseguenti genitori arrabbiati, alcuni dei quali proibivano ai loro figli di tornare; di conseguenza, numerosi nuovi bambini erano presenti a ogni sessione. I bambini erano diretti da Barry Mineah, che pretendeva la perfezione dal coro. Mendelson e Guaraldi non erano d'accordo, desiderando che "i bambini sembrassero bambini"; utilizzarono una versione leggermente stonata di "Hark! The Herald Angels Sing" nel montaggio finale. Ai bambini furono pagati cinque dollari per la loro partecipazione. Inoltre, i bambini registrarono la battuta per la scena finale dello speciale, in cui la folla di bambini grida "Buon Natale, Charlie Brown!".
La colonna sonora per lo speciale fu registrata durante queste sessioni, con decisioni riguardanti ritmo e fraseggio prese rapidamente. Guaraldi chiamò il bassista Fred Marshall e il batterista Jerry Granelli per registrare la musica, e passò del tempo in seguito a ri-registrare tracce precedenti, tra cui cover di "The Christmas Song" e "Greensleeves". La registrazione su LP accreditò solo Guaraldi, trascurando di menzionare gli altri musicisti; Guaraldi era famoso per non aver mai tenuto traccia dei suoi turnisti. Quasi tre decenni dopo, nel tentativo di risolvere la questione, la Fantasy Records ipotizzò che le registrazioni con Budwig e Bailey fossero state utilizzate nello speciale, mentre Marshall e Granelli avessero registrato l'album. Ciononostante, altri individui si fecero avanti affermando di aver registrato la musica dello speciale: i bassisti Eugene Firth e Al Obidinski e i batteristi Paul Distel e Benny Barth. Firth e Distil sono elencati come interpreti in un rapporto di sessione in studio che Guaraldi presentò all'American Federation of Musicians.
A Charlie Brown Christmas fu inserito nella Grammy Hall of Fame nel 2007 e aggiunto nel 2012 all'elenco del National Recording Registry della Biblioteca del Congresso delle registrazioni sonore statunitensi "culturalmente, storicamente o esteticamente importanti".

## Distribuzione

### Trasmissione e repliche
Lo speciale fu trasmesso per la prima volta negli Stati Uniti il 9 dicembre 1965 sulla CBS. Tuttavia, in Canada era già stato trasmesso quattro giorni prima sulla CTV. Fu successivamente replicato ogni anno sulla CBS fino al 2000. Per le repliche e la distribuzione in home video, lo speciale subì alcune modifiche sia nell'animazione che nel sonoro, prevalentemente per rimuovere riferimenti allo sponsor dell'epoca Coca-Cola a causa dell'eventuale co-sponsorizzazione della serie da parte della Dolly Madison e delle successive leggi della FCC che imponevano la separazione del materiale commerciale dal materiale del programma effettivo.
Dal 2001 al 2019 lo speciale fu replicato annualmente sulla ABC. La trasmissione del 50º anniversario avvenne il 30 novembre 2015 e prevedeva un intero spazio di due ore, che fu arricchito da uno speciale condotto da Kristen Bell, It's Your 50th Christmas, Charlie Brown, che includeva esibizioni musicali di Kristin Chenoweth, Matthew Morrison, Sarah McLachlan, Boyz II Men, Pentatonix, David Benoit e l'All-American Boys Chorus e alcuni filmati documentari.
Nell'ottobre 2020 Apple TV+ ha acquisito i diritti esclusivi per tutti i media correlati ai Peanuts. In base ai termini dell'accordo, Apple TV+ deve rendere disponibili gratuitamente sulla piattaforma Buon Natale, Charlie Brown! e altri due speciali festivi (Aspettando il Grande Cocomero e È il Giorno del ringraziamento Charlie Brown) durante una finestra temporale di tre giorni. Gli abbonati ad Apple TV+ hanno una finestra temporale più ampia per guardare gli speciali.

### Edizione italiana
Buon Natale, Charlie Brown! fu anche in Italia il primo speciale dei Peanuts a essere trasmesso, andando in onda il pomeriggio di Natale del 1969 sul Programma Nazionale. Nel 1982 venne ridoppiato dallo Studio P.V. quando iniziò a essere trasmesso su Canale 5 insieme agli altri speciali con il titolo Charlie Brown, come se si trattasse di un'unica serie televisiva. Per questo ridoppiaggio, eseguito senza utilizzare la colonna internazionale, fu sostituita la musica presente durante i dialoghi. Un terzo doppiaggio diretto da Martino Consoli fu eseguito dalla Carioca per la trasmissione su Junior TV nei primi anni novanta, come parte della serie The Charlie Brown and Snoopy Show, con il titolo Il Natale di Charlie Brown. Lo speciale è stato ridoppiato per la terza volta dalla Dubbing Brothers International Italia su direzione di Novella Marcucci, in occasione della distribuzione in streaming su Apple TV+  il 3 dicembre 2020, con il titolo Un Natale da Charlie Brown.

### Edizioni home video
Nel 1985 lo speciale fu distribuito in VHS e Betamax in America del Nord dalla Media Home Entertainment insieme a Sei stato eletto, Charlie Brown!. Nel 1987 fu distribuito autonomamente in VHS dalla sua etichetta Hi-Tops Video. L'edizione italiana fu distribuita in VHS dalla Multivision l'anno successivo, con il secondo doppiaggio e il titolo Il Natale di Charlie Brown, insieme al successivo Siamo tutti campioni!. Nel 1994 lo speciale fu distribuito in VHS in America del Nord dalla Paramount Pictures, che ne licenziò anche la distribuzione in LaserDisc nel 1996 su distribuzione della Pioneer Entertainment; il lato 2 conteneva lo speciale del 1979 Sei il più grande Charlie Brown!. In Italia nel 1997 e nel 2002 fu distribuito in edicola dalla Hobby & Work in un'edizione VHS contenente sia la versione italiana (col terzo doppiaggio) sia quella originale, col titolo Un Natale di Charlie Brown.
Nel settembre 2000 fu distribuito in DVD-Video in America del Nord dalla Paramount; come extra è incluso lo speciale del 1992 È di nuovo Natale Charlie Brown. L'edizione italiana fu distribuita in VHS e DVD in edicola dalla Hobby & Work nel 2002 nella collana I cartoni di Snoopy & Friends, con il titolo Un Natale di Charlie Brown e il terzo doppiaggio, insieme a È il Giorno del ringraziamento Charlie Brown. Il 23 settembre 2008 la Warner Home Video (a cui i diritti degli speciali dei Peanuts erano tornati all'inizio dell'anno, a causa dei legami di Melendez con la Warner) pubblicò in DVD un'edizione rimasterizzata. Come extra sono inclusi una versione restaurata di È di nuovo Natale Charlie Brown e un nuovo documentario intitolato A Christmas Miracle: il making of di Un Natale da Charlie Brown. L'edizione italiana del DVD, sempre con il terzo doppiaggio, uscì il 20 gennaio 2009. Il 7 luglio 2009 fu ripubblicato in DVD in America del Nord nel primo disco del cofanetto Peanuts 1960's Collection.
Il 6 ottobre 2009 lo speciale fu pubblicato in Blu-ray Disc in America del Nord. Questa edizione include gli stessi extra del DVD.
Il 31 ottobre 2017 lo speciale è stato pubblicato in America del Nord in un Ultra HD Blu-ray contenente anche i due speciali È di nuovo Natale Charlie Brown e È un bracchetto flashdance; in tale edizione è incluso il BD del 2009.

## Accoglienza
Tutti i soggetti coinvolti credevano che lo speciale sarebbe stato un disastro. Melendez vide per la prima volta l'animazione completata in una proiezione in un cinema nei giorni precedenti la sua première, rivolgendosi alla sua troupe di animatori e commentando: "Oddio, l'abbiamo ucciso". Melendez era imbarazzato, ma uno degli animatori, Ed Levitt, fu più positivo riguardo allo speciale, dicendogli che era "il miglior speciale che potrai mai realizzare [...] Questo programma verrà trasmesso per cento anni". Mendelson era simile nelle sue ipotesi sulla qualità del cartone e quando mostrò il film ai dirigenti della rete a New York, anche le loro opinioni furono negative. Le loro lamentele includevano il ritmo lento del film, la musica non adatta e l'animazione troppo semplice. "Credevo davvero che, se non fosse stato programmato per la settimana successiva, non avrebbero mai trasmesso quel programma", disse in seguito Mendelson. I dirigenti avevano invitato il critico televisivo Richard Burgheim del Time a vedere lo speciale e avevano discusso se mostrarglielo sarebbe stata una buona idea. La sua recensione, pubblicata la settimana successiva, fu positiva, elogiando lo speciale come senza pretese e scrivendo che "Buon Natale, Charlie Brown! è uno speciale per bambini di questa stagione che vale la pena ripetere".
Quando lo speciale fu trasmesso ebbe uno straordinario successo di pubblico, venendo visto da circa 15 490 000 spettatori con il 45% di share, piazzandolo al secondo posto negli ascolti, dietro Bonanza sulla NBC. Ricevette il plauso della critica: The Hollywood Reporter lo definì "deliziosamente nuovo e divertente", mentre Weekly Variety lo definì "affascinante e inquietante". Bob Williams del New York Post elogiò la "transizione molto ordinata dalla pagina del fumetto allo schermo", mentre Lawrence Laurent di The Washington Post dichiarò che "il perdente naturale Charlie Brown si è finalmente rivelato un vero vincitore ieri sera". Harriet Van Horne del New York World-Telegram elogiò la scena in cui Linus recita le scritture, commentando: "La lettura della storia della Natività da parte di Linus è stata, semplicemente, il momento clou drammatico della stagione". Harry Harris di The Philadelphia Inquirer definì il programma "un classico natalizio [...] che ha generato calore e divertimento silenziosi", e Terrence O'Flaherty del San Francisco Chronicle scrisse: "Charlie Brown è stato un gioiello di show televisivo". Ben Gross del New York Daily News elogiò "il fascino e il buon gusto" dello speciale, mentre Rick DuBrow della United Press International previde: "I personaggi dei Peanuts ieri sera hanno rivendicato un importante futuro televisivo". Il sito Rotten Tomatoes ha raccolto 21 recensioni dello speciale, di cui l'86% sono positive, con un voto medio di 7,7.
Le recensioni positive del programma vennero evidenziate con un annuncio su riviste di settore; uno ringraziava Coca-Cola, CBS, United Features Syndicate e gli spettatori dello speciale. La Fantasy pubblicò la colonna sonora dello speciale la prima settimana di dicembre del 1965, in concomitanza con la messa in onda. La United Feature Syndicate spinse molto per promuovere lo speciale, mentre la World Publishing Company ne pubblicò una trasposizione letteraria con copertina rigida. La CBS ordinò prontamente altri quattro speciali dei Peanuts. Buon Natale, Charlie Brown! vinse il premio Emmy come miglior programma per bambini nel 1966, diventando il secondo programma televisivo animato a vincere quel premio dopo il Braccobaldo Show della Hanna-Barbera. "Charlie Brown non è abituato a vincere, quindi vi ringraziamo", scherzò Schulz.
Quando lo speciale andò in onda per la seconda volta nel dicembre 1966 si classificò di nuovo al secondo posto negli ascolti, e di nuovo dietro solo a Bonanza. Nel 1970 un sondaggio tra gli spettatori condotto da Clarke Williamson classificò Buon Natale, Charlie Brown! come il miglior speciale natalizio trasmesso quell'anno.
Nel 2022 un sondaggio interno degli scrittori di Fatherly ha classificato lo speciale al 62º posto in una lista dei 100 migliori film per famiglie di sempre, una delle sole due produzioni realizzate appositamente per la televisione a entrare nella lista (l'altra è Come il Grinch rubò il Natale). Nel suo riassunto gli scrittori hanno notato che i difetti tecnici dello speciale "sono ciò che rende Buon Natale, Charlie Brown! diverso e speciale piuttosto che generico" e che il suo aspetto a basso budget si adatta al tema della storia.

## Riconoscimenti
- 1966 – Primetime Emmy Awards[54]
  - Miglior programma per bambini a Lee Mendelson e Bill Melendez
  - Candidatura alle classificazioni speciali dei risultati individuali a Charles M. Schulz
- 1966 – Peabody Award[55]
  - Peabody Award
- 1978 – Grammy Award[56]
  - Candidatura alla miglior registrazione per bambini a Charles M. Schulz

## Influenza culturale

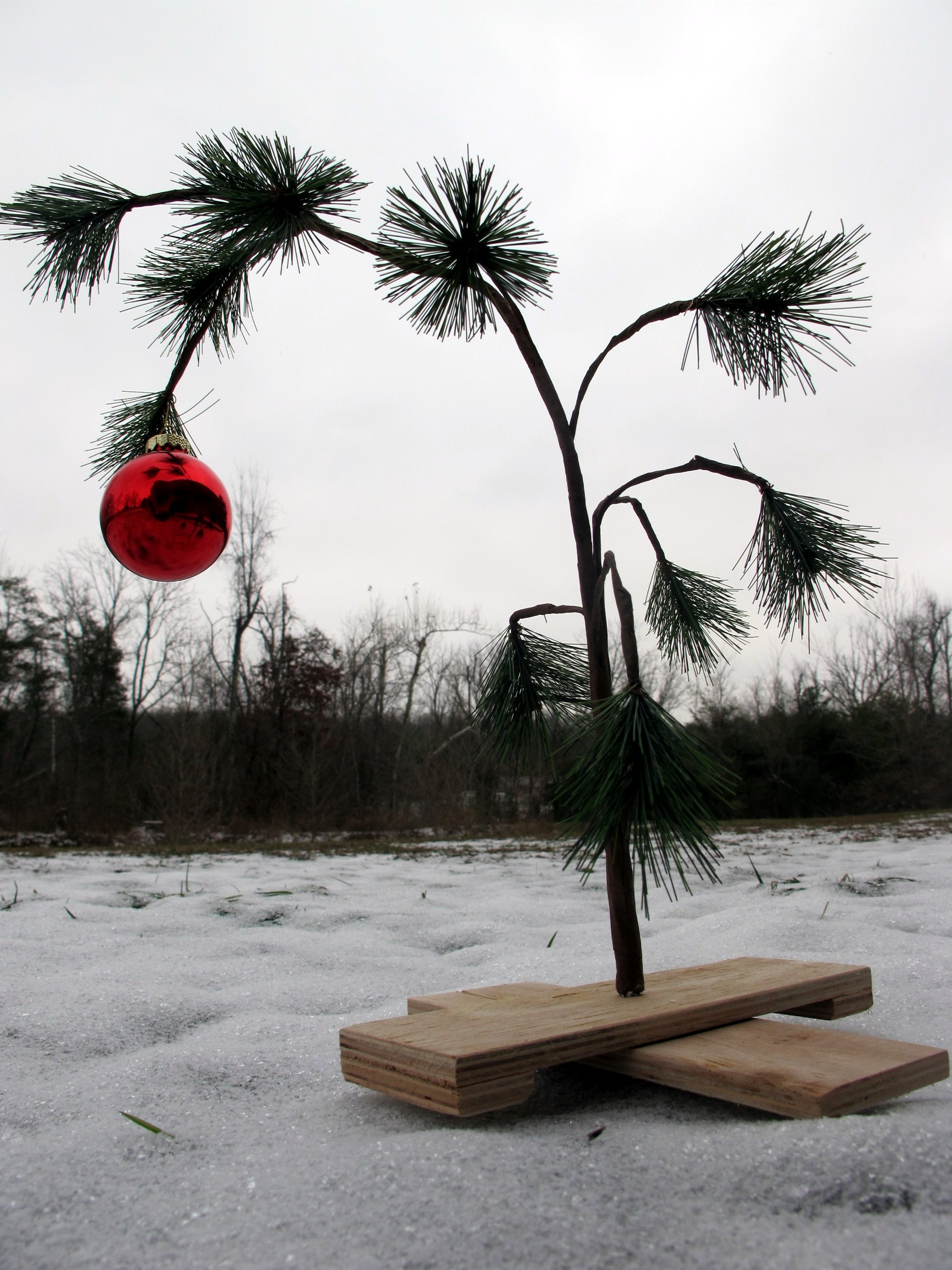
Ricostruzione dell'albero di Natale di Charlie Brown

Buon Natale, Charlie Brown! divenne un punto fermo del Natale negli Stati Uniti. Nell'ambito dei futuri speciali dei Peanuts stabilì il loro stile, combinando temi ponderati, colonne sonore jazz e animazione semplice. Ha anche, secondo l'autore Charles Solomon, stabilito lo speciale animato di mezz'ora come una tradizione televisiva, ispirandone la creazione di molti altri, tra cui Come il Grinch rubò il Natale (1966) e Fiocco Frosty il pupazzo di neve (1969). USA Today riassunse l'attrattiva del programma nel suo 40º anniversario nel 2005: "Gli studiosi della cultura pop affermano che traspare dalla trama scheletrica del programma il genio eccentrico e sofisticato che ha alimentato la fenomenale popolarità dell'opera di Schulz". Oltre ai suoi riferimenti alla religione, inauditi in televisione all'epoca, lo speciale segnò anche la prima volta in cui i bambini diedero voce a personaggi animati.
Lo speciale ha influenzato decine di giovani aspiranti artisti e animatori, molti dei quali hanno continuato a lavorare sia nel settore dei fumetti che in quello dell'animazione, tra cui Eric Goldberg, Pete Docter, Andrew Stanton, Jef Mallett e Patrick McDonnell. La colonna sonora del programma ebbe un impatto altrettanto pervasivo sugli spettatori che in seguito avrebbero suonato jazz, tra cui David Benoit e George Winston. Più direttamente, lo speciale ha lanciato una serie di film, speciali TV (molti dei quali a tema natalizio) e altre opere di intrattenimento sui Peanuts.
L'insistenza di Charlie Brown nell'acquistare un albero vero e il disprezzo per l'albero di Natale in alluminio hanno praticamente eliminato la popolarità dell'albero in alluminio, che era una moda al momento dello speciale. Nel 1967 non venivano più prodotti regolarmente, al punto che la maggior parte degli spettatori moderni dello speciale non ha familiarità con questo tipo di albero artificiale. Al contrario, modelli artificiali dell'"albero povero" di Charlie Brown sono offerti da vari rivenditori e sono diventati sinonimo di decorazioni natalizie minimaliste.
I problemi riscontrati durante la produzione dello speciale spinsero la CBS a dare priorità alla qualità per i suoi futuri speciali natalizi e, per Come il Grinch rubò il Natale, la rete assegnò a Chuck Jones un budget di 315 000 dollari, il quadruplo di quello per Buon Natale, Charlie Brown!.

## Altri media
Nel 2013 la Tams-Witmark Music Library iniziò a concedere in licenza una versione teatrale ufficiale dello speciale televisivo autorizzata dalla famiglia Schulz e Lee Mendelson. La versione teatrale segue lo speciale televisivo ma include una sezione opzionale di canzoni natalizie da cantare insieme alla fine. Include tutta la musica di Vince Guaraldi dallo speciale televisivo e la sceneggiatura televisiva è adattata per il palcoscenico da Eric Schaeffer. È stato messo in scena in centinaia di scuole, chiese e teatri comunitari.